# ネルソン・ピケJr.
ネルソン・ピケJr.（Nelson Piquet Jr.、1985年7月25日 - ）は、ブラジル国籍のレーシングドライバー。本名はネルソン・アンジェロ・タムスマ・ピケ・ソウト・マイオール（Nelson Ângelo Tamsma Piquet Souto Maior）。ネルソン・アンジェロ・ピケ（Nelson Angelo Piquet）あるいは、ネルシーニョ・ピケ（Nelsinho Piquet）とも呼ばれる。（GP2、A1GP参戦時の登録名は「Nelson Piquet Junior」。F3参戦時は「Nelson A. Piquet」。フォーミュラ1参戦時の登録名は「Nelson Piquet」）
主に「F1」や「フォーミュラE」などで活動した。父は3度のF1ドライバーズチャンピオンを獲得したネルソン・ピケ。

## 出生
ドイツ・ハイデルベルク生まれ。母はオランダ人のシルビア・タムスマ（Sylvia Tamsma）で、ピケJr.の出生直後に両親は別居するようになったため、幼児期はモナコに住み、8歳の時に父とともにブラジルへ渡った。これは母親のシルビアがピケJr.に、自分自身の父親についてよく知ること、その祖国であるブラジルと言葉（ポルトガル語）を学ぶことを望んだためである。
ブラジルにおいては、他の兄弟同様、父親が所在するブラジリア出身という扱いとなる。

## 経歴

### 初期
1993年、ブラジルに移り住んですぐにカートレーシングを始めた。
2001年には父の経営するレーシングチームであるピケ・スポーツより南米F3に7戦のみ参戦して1勝をあげた。翌2002年には同シリーズ全17戦中16回のポールポジションを獲得すると決勝でも13勝をあげてシーズンを席巻し、チャンピオンに輝いた。
2003年よりヨーロッパへ戻ると、父ピケはピケJr.のためにやはりピケ・スポーツの名でチームを設立し、ピケJr.は同チームからイギリスF3に参戦し、6勝をあげてランキング3位。マールボロ・マスターズにも出場し、ポールポジションを獲得している。同年にはケケ・ロズベルグの息子のニコ・ロズベルグと共にウィリアムズからF1のテストドライブも経験した。
2004年にも6勝をあげ、イギリスF3では最年少となる19歳2か月でチャンピオンを獲得した。この年もシーズン後にウィリアムズのテストに参加した。
2005年はGP2への参戦を開始。ここでも父ピケは既存のレーシングチームであるハイテック(Hitech)チームに参画することでハイテック・ピケ・スポーツとし、ピケJr.は同チームに所属した。スパ・フランコルシャンのレース1では優勝をあげている。また、F1のB・A・Rチームのテストにも参加した。この年は、同じくブラジル人F1チャンピオンを親族に持つブルーノ・セナがイギリスF3への参戦を始めたため、「二世ドライバー」としてブラジルでは併せて注目を集めるようになる。
同じ2005年、9月に初めて開幕した冬季開催の国別対抗の2005-2006 A1グランプリにブラジル代表として参戦。ブランズ・ハッチで行われた開幕戦でスプリントレース、フィーチャーレースを共に制し、ファステストラップまで刻むという完勝劇を見せた。その後はマシントラブルなど苦難が続き、結局ブラジルチームは総合結果6位で幕を閉じる。（ピケJr.は第8戦以降、参戦していない。最高位1位2回、2位と3位を各1回。）
2006年は引き続きGP2に参戦し、4勝をあげチャンピオン争いを展開するが、ルイス・ハミルトンに及ばず、ランキング2位で終えた。しかしながら、ハンガロリンクでのレースではポールポジションを獲得すると、レース1を優勝。レース2ではリバースグリッドとなるため、レース1の勝者が優勝することは困難であるにも拘わらずレース2も優勝し、更に両レースでファステストラップも記録するという完全勝利を飾った。以前に同一ラウンド中の2レースで連勝を達成したドライバーとしては、前年最終戦で達成したロズベルグと、2006年のニュルブルクリンクとシルバーストンで達成したハミルトンがいるが、いずれもポールポジションかいずれかのファステストラップを逃している。
なお、父ピケのチームによるサポートは、元々ピケJr.がF1に参戦するまでの予定であったが、その後もブラジルのピケ・スポーツを含め、GP2などヨーロッパのレースでも参戦を継続しているとともに、GP2に参戦するチームはピケJr.自身がチーム代表を引き継いでいる。

### F1

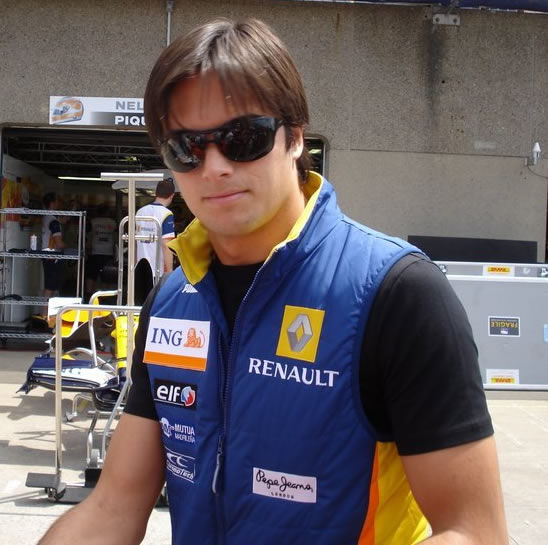
2008年カナダGPにて

2007年はルノーチームのテストドライバーを務め、翌2008年、ルノーのレギュラードライバーとしてF1に参戦。この年のルノーのマシンは戦闘力に欠けたが、チームメイトのフェルナンド・アロンソが度々予選でトップ10に入り込む活躍を見せる中で、自身は下位に沈むことが多く、決勝でも第7戦カナダGPまでに5回のリタイアを喫している。第8戦フランスGPでは初めて予選Q3に進出すると、決勝でも7位入賞を果たし始めてポイントを獲得した。
シーズンのハイライトは第10戦ドイツGP。予選こそ17位と下位に沈んだものの、1回のピットストップ作戦を完了した直後にセーフティカーが導入され、その後に多くのドライバーがピットインし一時は首位を走行した。最終的にはハミルトンにオーバーテイクされたものの、見事に2位表彰台を獲得した。
その後の8戦でも目立った活躍は見られず、逆にミスが目立ち、シーズン途中の解雇も噂された。第15戦シンガポールGPでは14周目にクラッシュを喫したが、これによりセーフティカーが導入されたことがチームメイトのアロンソに有利に働き、アロンソは15位スタートから優勝。思わぬ形でチームに貢献する結果となった。当初はコントロールミスによるクラッシュが計らずもチームとアロンソに貢献したと見られていたが、後にこのレースの真実が露見しF1界に激震を走らせる重大な事件となる（※：詳細は後述のクラッシュゲートを参照）。

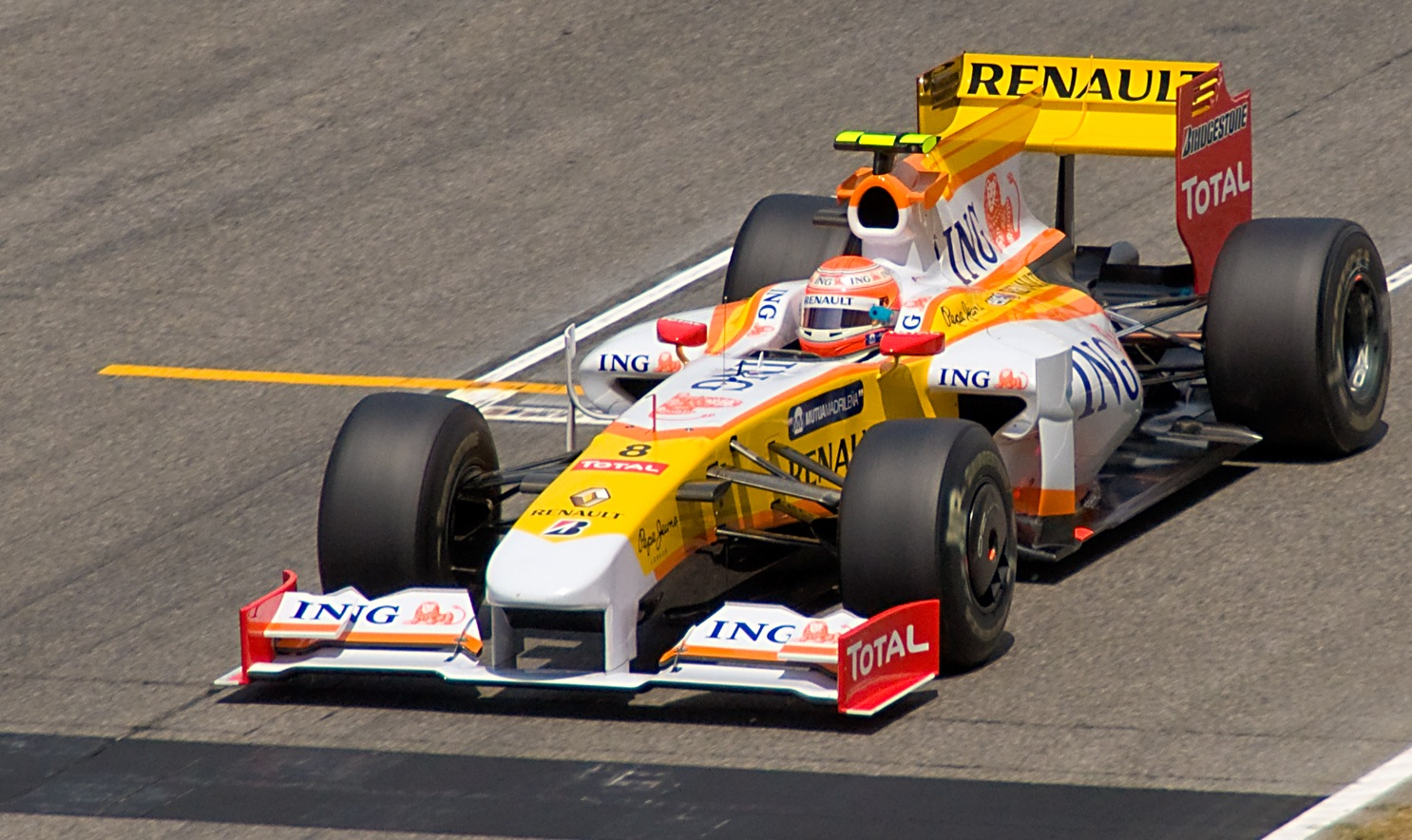
2009年スペインGPにてルノー・R29をドライブするピケJr.

結局予選でチームメイトのアロンソを上回ることは1度もなく、決勝でも日本グランプリで4位入賞を果たすなど見せ場も皆無ではなかったが、全18戦中半分の9戦でリタイアを喫し、アロンソが2勝を含め12回の入賞を果たしたのとは対照的に、入賞5回のみにとどまった。
2009年は前年以上に競争力のない車にチームメイトのアロンソと共に苦戦を強いられた。開幕戦オーストラリアGPでは、一時5位を走行したもののコースオフしてリタイアを喫した。競争力のないマシンながらアロンソが5回入賞圏内に食い込んだのに対して、ピケJr.は中段から下位での争いが続き、成績不振から解雇の噂が広がっていた第9戦ドイツGPでは、アロンソがファステストラップを獲得したのに対して1.5秒落ちの12番目のタイムだった。次戦第10戦ハンガリーGPには出走したが、アロンソが予選でポールポジションを獲得したにもかかわらず、ピケJr.は15位に終わった。結局ここまで一度もポイントを得ることはできず、このレースを最後にルノーを解雇された。

#### クラッシュゲート

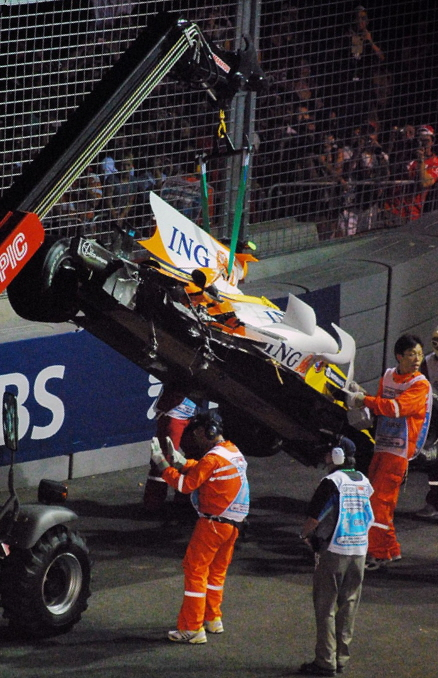
マーシャルのクレーン車に撤去されるネルソン・ピケJr.のマシン。（※：写真は2008年シンガポールGPにて）

この事件が露見する以前に父ピケは息子から真相を聞いており、最終戦ブラジルGPの時点でチャーリー・ホワイティングやマックス・モズレーら国際自動車連盟 (FIA) 上層陣に対して相談をしていた。FIA側はピケJr.本人の供述が必要という立場を示したが、ピケはこれを口外することで息子のキャリアが大きく傷つくことを怖れて相談だけに留めた。
ピケJr.がルノーを解雇された2009年ハンガリーGP直後から、2008年シンガポールGPでのクラッシュがチームの指示による意図的なものだったのではないかとの噂が流れ始めた（これはピケJr.本人がブラジルのテレビ局ヘジ・グローボの番組に出演した際、「昨年のシンガポールGPでのクラッシュはチームの命令で行った。」と告白した事が発端となっていた）。当初は真相が表沙汰になっていない事と、アロンソと比較して戦績が芳しくない事も相まって、解雇をされた事に対する腹癒せでこのような事を述べていると風評された。やがてFIAが調査を始めるまでに至ったことから、事件の詳細を裏付けられるものをピケJr.本人が握っているものと考えられた。
9月4日、FIAは9月21日に開催される世界モータースポーツ評議会の臨時会議にルノー首脳陣を招聘することを表明した。これに対しルノーは、評議会の開催までは公式な発言を行わない方針を示していた。
9月10日、この事件がピケJr.本人がFIAに対して告発したことによるものであることが判明した。これは、ピケJr.が7月30日に提出した供述書のコピーがメディアに流出したことで明確になったためである。供述書によると、チームの首脳フラビオ・ブリアトーレとパット・シモンズとピケJr.の3者間で、事前に意図的なクラッシュを実行する周回数や場所を打ち合わせたとされる。ピケJr.の説明によると、ブリアトーレ、シモンズの両名から従うならばF1のシートを保障し、従わない場合はF1のシートを保障しかねると半ば脅迫染みた内容の命令を受けたという。供述書の他にも、クラッシュの際のテレメトリーデータや、チーム無線の交信内容がメディアへ流出した。
9月11日、ルノーとブリアトーレはピケ親子が誤った主張によってチームを恐喝し、ピケJr.の契約延長を求めたと反論し、2人に対して法的措置を取ることを表明した。しかし、この態度は一転し、9月16日にルノーはFIA世界モータースポーツ評議会の臨時会議においてピケ父子の供述に異議を申し立てない方針を表明し、合わせてブリアトーレとシモンズがチームから離脱したことを発表した。シモンズや別の匿名証言者は計画の存在を認めたものの、ピケJr.の方からチームに提案してきたと説明した。また、打ち合わせのタイミングに関して、ピケJr.はレース直前だったと供述したが、2名の証言では前日（予選日）と内容が食い違っていた。
この悪質なチームオーダーはF1のみならず、モータースポーツ界に大きな衝撃を与え、9月21日に行われた世界モータースポーツ評議会の公聴会で、2年間の執行猶予付の参戦資格剥奪という有罪判決がルノーに下された。同時に、今回の事件を計画・指示したとして、ブリアトーレはFIAが統括する全てのモータースポーツ競技から無期限の追放処分、シモンズは5年間の追放処分となった。ピケJr.に関しては調査に協力したとして責任追及を免除された。
ブリアトーレとシモンズはFIAの処分を不服としてフランスの大審裁判所へ訴訟を起こし、2010年1月に処分取り消しの裁定が下った。裁判所はクラッシュの指示の有無には触れず、FIAがライセンス未所有者を処罰する行為を違法と判断した。FIAは上訴も辞さない姿勢だったが、最終的には両者と和解。2011年末まで（F1では2012年末まで）チーム運営に関わることを禁じるが、それ以降は復帰を認めるという案を示した。なお、ブリアトーレは和解成立後も無実を主張している。
ピケ親子とチームとの間ではその後もチームに対する名誉毀損を巡る訴訟が続行していたが、2010年12月7日にチームは2009年9月11日に発表したピケ親子を非難するプレスリリースを撤回した上で、ピケ親子に対し全面的に謝罪すると共に損害賠償を支払う意向を明らかにした。なお損害賠償の金額等は明らかにされていない。

## 多様なカテゴリでの活躍
上述の通りF1では不本意な形でシートを失ったが、才能は高く評価されており、多種多様なカテゴリに参戦している。

### NASCAR

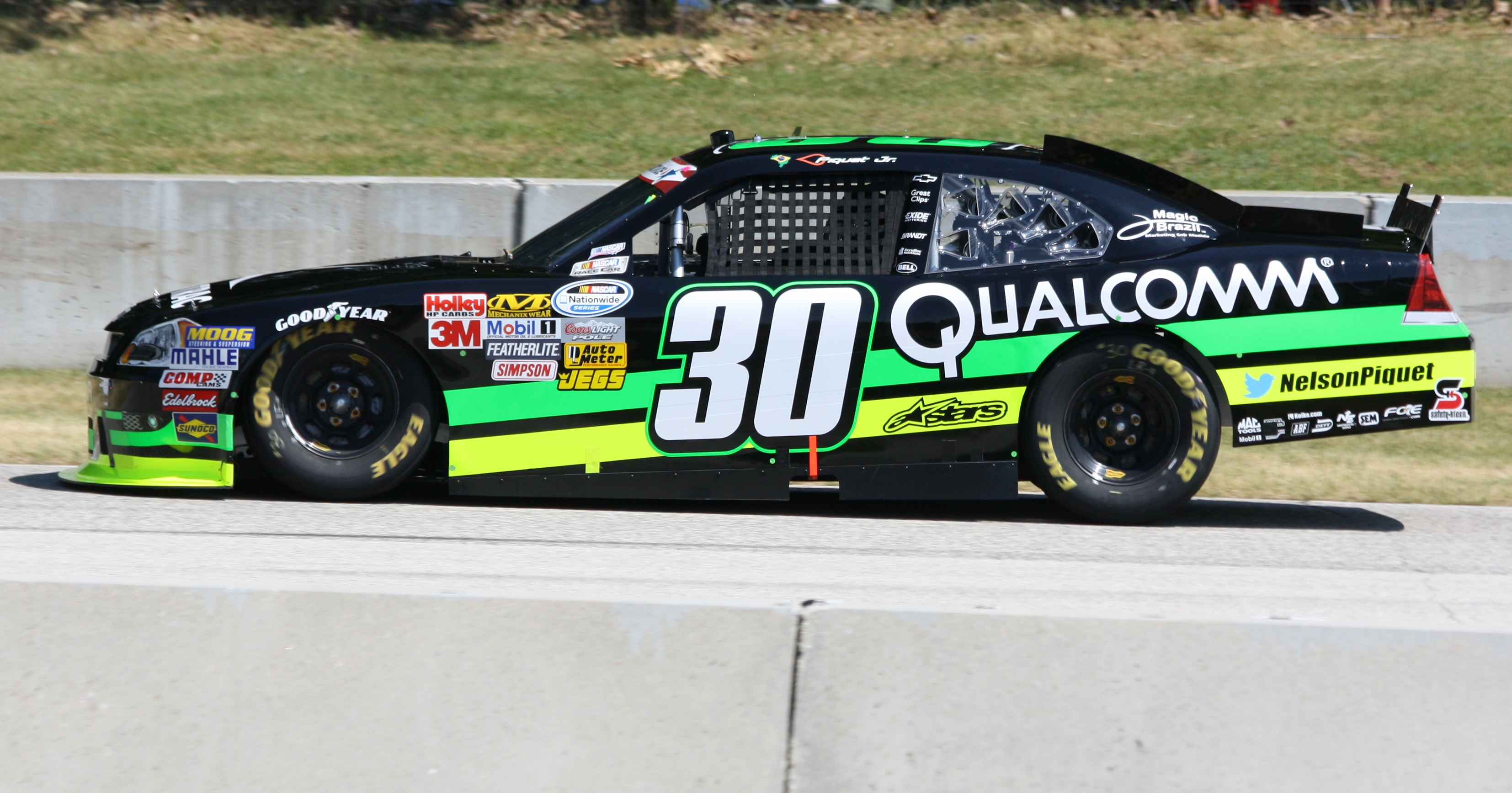
NASCARに参戦するピケJr.（2012年ロード・アメリカ）

2010年、NASCARに転向。この年はキャンピング・ワールド・トラック・シリーズとネイションワイド・シリーズに数戦スポット参戦するにとどまった。2011年からはトラックシリーズを主戦場としフル参戦、2011年はシリーズランキング10位。2012年はシーズン2勝をあげシリーズランキング7位となったほか、スポット参戦したネイションワイドシリーズでのロード・アメリカでのレースでも勝利している（ただし主戦場はトラックシリーズのためポイントはなし）。2020年現在、NASCARの三大カップ戦で勝利を挙げた唯一のブラジル人ドライバーである。

### フォーミュラE
2014年よりフォーミュラEにチャイナ・レーシング・フォーミュラEチーム（シーズン中にチーム名を「NEXTEV TCR・フォーミュラEチーム」に変更）より参戦。第6戦ロングビーチe-prixで自身初勝利を挙げ、同サーキットで親子2代で勝利を挙げた（父親の時代は「F1アメリカ西GP」）。第9戦のモスクワで2勝目を挙げるなど終始安定した走りを披露。セバスチャン・ブエミとの優勝争いは最終戦のロンドンにもつれ込んだが、予選では悪天候などの不運に見舞われ、16番グリッドからのスタートを余儀無くされる。それでも決勝レースではトップより2周遅くピットインする戦略が成功、更に終盤にはブエミのファステストラップを塗り替えるなど奮闘した同僚オリバー・ターベイにも前を譲られ、7位まで順位を上げた。ブエミはそれでも激しく迫ったが、最終ラップの最終コーナーでブルーノ・セナに厳しいブロックを受けて5位に終わる。その結果1ポイント差でピケが競り勝ち、初代年間チャンピオンに輝いた。
しかし翌シーズンからはディフェンディングチャンピオンどころかテールエンダーと見紛うほどの低迷が続き、4シーズン目にはジャガーに移籍するものの、5シーズン目途中で解雇という憂き目に遭っている。

### ラリークロス
2013年に三菱・ランサーエボリューションでグローバル・ラリークロスにスポット参戦すると、翌2014年にはフォード・フィエスタでフル参戦。2015年ワシントンD.Cでは唯一の優勝を記録し、シーズン4位を獲得。2016年は終盤3戦にスポット参戦するのみで終えている。
2019年には欧州のタイタンRXインターナショナルに4戦ほどスポット参戦した。

### 耐久レース
GP2ドライバーであった頃の2006年ル・マン24時間レースにGT1クラスから参戦し、アストンマーティン・DB9をドライブした（クラス4位完走）。
2016年WECではレベリオン・レーシングからLMP1クラスにル・マンまでの間スポット参戦し、翌2017年は同チームのLMP2でフル参戦しているが、いずれもクラス優勝は果たせなかった。

## GTレース
2014年にBMWスポーツトロフィー・チームブラジルから、ブランパンスプリントシリーズの半数以上のイベントに参戦しているが、予選レース含めてトップ10フィニッシュ1回と好成績は残せなかった。

### ストックカー・ブラジル
2014年から2016年の間、開幕戦のみスポット参戦していたが、2018年からフル参戦を開始。2020年からトヨタ・カローラをドライブする。

## レース戦績

### フォーミュラ

#### イギリス・フォーミュラ3選手権
| 年     | チーム         | エンジン | クラス | 1         | 2       | 3       | 4       | 5       | 6         | 7        | 8       | 9     | 10      | 11      | 12      | 13        | 14      | 15      | 16    | 17        | 18       | 19      | 20        | 21    | 22      | 23      | 24      | 25      | 順位 | ポイント |
| ------ | -------------- | -------- | ------ | --------- | ------- | ------- | ------- | ------- | --------- | -------- | ------- | ----- | ------- | ------- | ------- | --------- | ------- | ------- | ----- | --------- | -------- | ------- | --------- | ----- | ------- | ------- | ------- | ------- | ---- | -------- |
| 2003年 | ピケ・スポーツ | 無限     | C      | DON 1 DSQ | DON 2 3 | SNE 1 2 | SNE 2 5 | CRO 1 8 | CRO 2 12  | KNO 1 2  | KNO 2 1 | SIL 1 | SIL 2 6 | CAS 1 9 | CAS 2 8 | OUL 1 Ret | OUL 2 4 | ROC 1   | ROC 2 | THR 1 Ret | THR 2 12 | SPA 1 3 | SPA 2 7   | DON 1 | DON 2 6 | BRH 1   | BRH 2 1 |         | 3位  | 231      |
| 2004年 | ピケ・スポーツ | 無限     | C      | DON 1 2   | DON 2   | SIL 1 3 | SIL 2 C | CRO 1 5 | CRO 2 Ret | KNO 1 10 | KNO 2 3 | SNE 1 | SNE 2 1 | SNE 3 4 | CAS 1 7 | CAS 2 Ret | DON 1 6 | DON 2 3 | OUL 1 | OUL 2 1   | SIL 1    | SIL 2 4 | THR 1 Ret | THR 2 | SPA 1 6 | SPA 2 4 | BRH 1 2 | BRH 2 1 | 1位  | 282      |

- 太字はポールポジション、斜字はファステストラップ。(key)

#### GP2
| 年     | チーム           | 1          | 2         | 3         | 4         | 5           | 6          | 7         | 8           | 9           | 10          | 11          | 12        | 13        | 14          | 15          | 16        | 17        | 18        | 19          | 20        | 21         | 22          | 23        | 順位 | ポイント |
| ------ | ---------------- | ---------- | --------- | --------- | --------- | ----------- | ---------- | --------- | ----------- | ----------- | ----------- | ----------- | --------- | --------- | ----------- | ----------- | --------- | --------- | --------- | ----------- | --------- | ---------- | ----------- | --------- | ---- | -------- |
| 2005年 | ピケ・レーシング | SMR FEA 14 | SMR SPR 6 | ESP FEA 5 | ESP SPR 2 | MON FEA 11  | EUR FEA 5  | EUR SPR 3 | FRA FEA Ret | FRA FEA DSQ | GBR FEA Ret | GBR SPR Ret | GER FEA 3 | GER SPR 8 | HUN FEA Ret | HUN SPR 10  | TUR FEA 4 | TUR SPR 6 | ITA FEA 3 | ITA SPR Ret | BEL FEA 1 | BEL SPR 14 | BHR FEA Ret | BHR SPR 5 | 8位  | 46       |
| 2006年 | ピケ・レーシング | VAL FEA 1  | VAL SPR 4 | SMR FEA 5 | SMR SPR 2 | EUR FEA Ret | EUR SPR 19 | ESP FEA 4 | ESP SPR 2   | MON FEA Ret | GBR FEA 4   | GBR SPR 5   | FRA FEA 4 | FRA SPR 2 | GER FEA 13  | GER SPR DNS | HUN FEA 1 | HUN SPR 1 | TUR FEA 1 | TUR SPR 5   | ITA FEA 2 | ITA SPR 6  |             |           | 2位  | 102      |

- 太字はポールポジション、斜字はファステストラップ。(key)

#### F1
| 年     | 所属チーム | シャシー | 1       | 2      | 3       | 4       | 5      | 6       | 7       | 8      | 9       | 10     | 11    | 12     | 13      | 14     | 15      | 16    | 17    | 18      | WDC  | ポイント |
| ------ | ---------- | -------- | ------- | ------ | ------- | ------- | ------ | ------- | ------- | ------ | ------- | ------ | ----- | ------ | ------- | ------ | ------- | ----- | ----- | ------- | ---- | -------- |
| 2008年 | ルノー     | R28      | AUS Ret | MAL 11 | BHR Ret | ESP Ret | TUR 15 | MON Ret | CAN Ret | FRA 7  | GBR Ret | GER 2  | HUN 6 | EUR 11 | BEL Ret | ITA 10 | SIN Ret | JPN 4 | CHN 8 | BRA Ret | 12位 | 19       |
| 2009年 | ルノー     | R29      | AUS Ret | MAL 13 | CHN 16  | BHR 10  | ESP 12 | MON Ret | TUR 16  | GBR 12 | GER 13  | HUN 12 | EUR   | BEL    | ITA     | SIN    | JPN     | BRA   | ABU   |         | 19位 | 0        |

(key)

#### フォーミュラE
| 年        | チーム                               | 車両                                         | 1       | 2       | 3       | 4       | 5       | 6       | 7       | 8       | 9      | 10      | 11      | 12     | 13  | 順位 | ポイント |
| --------- | ------------------------------------ | -------------------------------------------- | ------- | ------- | ------- | ------- | ------- | ------- | ------- | ------- | ------ | ------- | ------- | ------ | --- | ---- | -------- |
| 2014-15年 | チャイナ・レーシング                 | スパーク-ルノー・SRT 01E                     | BEI 8   | PUT Ret | PDE 2   | BNA 3   | MIA 5   | LBH 1+  | MON 3+  | BER 4+  | MOS 1+ | LON 5+  | LON 7+  |        |     | 1位  | 144      |
| 2015-16年 | ネクストEV・TCR・フォーミュラEチーム | スパーク-ネクストEV・TCR・フォーミュラE・001 | BEI 15† | PUT 8   | PDE 15† | BNA 12  | MEX 13  | LBH Ret | PAR Ret | BER 13  | LON 12 | LON 9   |         |        |     | 15位 | 8        |
| 2016-17年 | ネクストEV・NIO                      | スパーク-ネクストEV・TCR・フォーミュラE・002 | HKG 11  | MAR 16  | BNA 5   | MEX 9   | MON 4   | PAR 7   | BER 12  | BER 12  | NYC 11 | NYC 16† | MTL 13  | MTL 16 |     | 10位 | 33       |
| 2017-18年 | パナソニック・ジャガー・レーシング   | スパーク-ジャガー・I-タイプ2                 | HKG 4   | HKG 12  | MAR 4   | STI 6   | MEX 4   | PDE Ret | ROM Ret | PAR Ret | BER 11 | ZUR Ret | NYC Ret | NYC 7  |     | 8位  | 45       |
| 2018-19年 | パナソニック・ジャガー・レーシング   | スパーク-ジャガー・I-タイプ3                 | ADR 10  | MAR 14  | STI 11  | MEX Ret | HKG Ret | SNY Ret | ROM     | PAR     | MON    | BER     | BRN     | NYC    | NYC | 22位 | 1        |

- 太字はポールポジション、斜字はファステストラップ。(key)
- † : リタイアだが、90%以上の距離を走行したため規定により完走扱い。
- + : ファンブースト。

### FIA 世界耐久選手権
| 年     | チーム                 | 使用車両          | クラス | 1     | 2     | 3       | 4   | 5     | 6     | 7       | 8     | 9     | 順位 | ポイント |
| ------ | ---------------------- | ----------------- | ------ | ----- | ----- | ------- | --- | ----- | ----- | ------- | ----- | ----- | ---- | -------- |
| 2016年 | レベリオン・レーシング | レベリオン・R-One | LMP1   | SIL 4 | SPA 4 | LMN 13  | NÜR | MEX   | COA   | FSW     | SHA   | BHR   | 15位 | 25       |
| 2017年 | バイヨン・レベリオン   | オレカ・07        | LMP2   | SIL 9 | SPA 4 | LMN DSQ | NÜR | MEX 5 | COA 2 | FSW DSQ | SHA 3 | BHR 3 | 12位 | 73       |

- 太字はポールポジション、斜字はファステストラップ。(key)

### ル・マン24時間レース
| 年     | チーム                                      | コ・ドライバー                                            | 車                       | クラス | 周回 | 総合順位 | クラス順位 |
| ------ | ------------------------------------------- | --------------------------------------------------------- | ------------------------ | ------ | ---- | -------- | ---------- |
| 2006年 | ロシアン・エイジ・レーシング チーム・モデナ | アントニオ・ガルシア デビッド・ブラバム                   | アストンマーティン・DBR9 | GT1    | 343  | 9位      | 4位        |
| 2016年 | レベリオン・レーシング                      | ニコラ・プロスト ニック・ハイドフェルド                   | レベリオン・R-One        | LMP1   | 330  | 29位     | 6位        |
| 2017年 | バイヨン・レベリオン                        | マティアス・ベシェ デイヴィッド・ハイネマイヤー・ハンソン | オレカ・07-ギブソン      | LMP2   | 364  | DSQ      | DSQ        |

### TCRワールドツア－
| 年     | チーム                   | 車両                               | 1     | 2     | 3     | 4     | 5     | 6     | 7        | 8        | 9     | 10    | 11    | 12    | 13    | 14    | DC    | ポイント |
| ------ | ------------------------ | ---------------------------------- | ----- | ----- | ----- | ----- | ----- | ----- | -------- | -------- | ----- | ----- | ----- | ----- | ----- | ----- | ----- | -------- |
| 2024年 | スクアドラ・マルティーノ | ホンダ・シビックタイプR TCR（FK8） | VAL 1 | VAL 2 | MRK 1 | MRK 2 | MDO 1 | MDO 2 | SAP 1 11 | SAP 2 19 | ELP 1 | ELP 2 | ZHZ 1 | ZHZ 2 | MAC 1 | MAC 2 | 21位* | 6*       |

- 太字はポールポジション、斜字はファステストラップ。(key)